# 이정길 (야구인)
이정길(1973년 3월 23일~)은 LG 트윈스에서 뛰었던 전 야구 선수다. 1군 통산 기록은 5경기 1승 1패 방어율 12.66이다.

## 출신 학교
- 배재고등학교
- 연세대학교

## 같이 보기
- 1999년 LG 트윈스 시즌